# ۱ مایل تا تو
۱ مایل تا تو (به انگلیسی: 1 Mile to You) فیلمی محصول سال ۲۰۱۷ و به کارگردانی لیف تیلدن است. در این فیلم بازیگرانی همچون بیلی کروداپ، گراهام راجرز، لیانا لیبراتو، تیم راث، استفانی اسکات، ملانی لینسکی و پیتر کایوتی ایفای نقش کرده‌اند.